# Dipmeter Advisor
Dipmeter Advisor (Asesor) fue un sistema experto temprano desarrollado en 1980 por Schlumberger Doll Research para auxiliar en el análisis de los datos recolectados durante la exploración petrolera. 
El Asesor no era simplemente un motor de inferencias y una base de conocimientos de 90 reglas, sino que era una estación de trabajo completa, corriendo sobre una máquina Dolphin Lisp de Xerox (o, en general, en un procesador de información científica de la serie 1100 de Xerox) y escrito en INTERLISP-D, con una capa de reconocimiento de patrones que era alimentada por una interfaz gráfica de usuario basada en menús. Fue desarrollado por un grupo de gente, incluyendo a Reid G. Smith, James D. Baker y Robert L. Young.
Era principalmente influyente, no por un gran salto técnico, sino porque era bastante exitoso para las divisiones petroleras de Schlumberger y porque fue una de las poco historia exitosas dentro de la burbuja de la Inteligencia Artificial en recibir amplia publicidad.
Las reglas de Inteligencia Artificial de Dipmeter Advisor eran principalmente derivadas de AI Gilreath, un ingeniero de interpretación de Schlumberger que desarrolló el método de los patrones rojo, verde, azul de la interpretación dipmeter. Desafortunadamente este método tenía aplicaciones limitadas en entornos geológicos más complejos fuera de la costa del Golfo, y el Dipmeter Advisor era principalmente usado dentro de Schlumberger más como una herramienta de visualización gráfica para asistir en la interpretación de científicos geológicos entrenados, que como una herramienta de inteligencia artificial para ser usada por intérpretes novatos. Sin embargo, la herramienta fue un acercamiento pionero a las estaciones de trabajo con interpretación gráfica de la información geológica.